# زافاتاريلو (بافيا)
زافاتاريلو (بالإيطالية: Zavattarello)‏ هي بلدة تقع في مقاطعة بافيا بإقليم لومبارديا في شمال إيطاليا. تبلغ مساحة هذه المدينة 28.4 (كم²)، وترتفع عن سطح البحر م، بلغ عدد سكانها 1135 نسمة في عام 2004 حسب إحصاء المعهد الوطني للإحصاء.

## السكان
في سنة 1861 بلغ عدد السكان 1٬971 نسمة، وتطور العدد ليصل في سنة 2011 لـ 1٬036 نسمة.
يظهر هذا المخطط البياني تطور النمو السكاني لـ زافاتاريلو (بافيا)